# Chloe Esposito
Pour les articles homonymes, voir Esposito.
Chloe Esposito, née le 19 septembre 1991 à Camden, est une pentathlonienne australienne.

## Biographie
Son père, Daniel Esposito a participé aux épreuves olympiques de pentathlon moderne en 1984.

## Palmarès
| Discipline/Année                          | 2011 | 2012 | 2013 | 2014 | 2015 | 2016 |
| ----------------------------------------- | ---- | ---- | ---- | ---- | ---- | ---- |
| Jeux olympiques Individuel                | -    | 7e   | -    | -    | -    | 1er  |
| Championnats du monde seniors Individuel  | -    | -    | -    | -    | -    | -    |
| Championnats du monde seniors Équipe      | -    | -    | -    | -    | -    | -    |
| Championnats du monde seniors Relais      | -    | -    | -    | -    | -    | -    |
| Coupe du monde seniors Individuel         | -    | *    | -    | -    | -    | -    |
| Championnats d'Océanie seniors Individuel | 1er  | -    | -    | -    | -    | -    |
| Championnats d'Océanie seniors Équipe     | -    | -    | -    | -    | -    | -    |
| Championnats d'Océanie seniors Relais     | -    | -    | -    | -    | -    | -    |

Ce palmarès n'est pas complet